# Quaquapitzahuac
Quaquapitzahuac [kʷaːkʷaʍpiˈtsaːwak] († 1417.) bio je kralj aztečkog grada Tlatelolca. Osnovao je kraljevsku dinastiju 1376. godine. Na mjesto vladara (tlatoani) postavio ga je otac, kralj Tezozomoc.
Gospa Acxocueitl udala se za Quaquapitzahuaca te je par imao sina Tlacateotla, kao i kćeri zvane Matlalatzin i Huacaltzintli. Quaquapitzahuac je bio punac Chimalpopoce te djed princa Tezozomoca.
| Prethodnik: | Kralj (tlatoani) Tlatelolca | Nasljednik: |
| —           | Kralj (tlatoani) Tlatelolca | Tlacateotl  |